# Angolai labdarúgó-válogatott
Az angolai labdarúgó-válogatott - becenevükön a „Fekete antilopok” - Angola nemzeti csapata, amelyet az angolai labdarúgó-szövetség (portugálul: Federação Angolana de Futebol) irányít. Legnagyobb sikerüket 2005. október 8-án érték el, amikor első ízben kvalifikálták magukat a labdarúgó-világbajnokságra.
Az afrikai nemzetek számára rendezett kontinensviadalon eddig négy alkalommal vettek részt.

## Nemzetközi eredmények
COSAFA-kupa
- Aranyérmes: 3 alkalommal (1999, 2001, 2004)
- Ezüstérmes: 1 alkalommal (2006)
- Bronzérmes: 1 alkalommal (1998)

Közép-afrikai játékok
- Ezüstérmes: 1 alkalommal (1987

## Világbajnoki szereplés
- 1930 - 1986: Nem indult.
- 1986 - 2002: Nem jutott be.
- 2006: Csoportkör.
- 2010 - 2018: Nem jutott be.

## Afrikai nemzetek kupája-szereplés

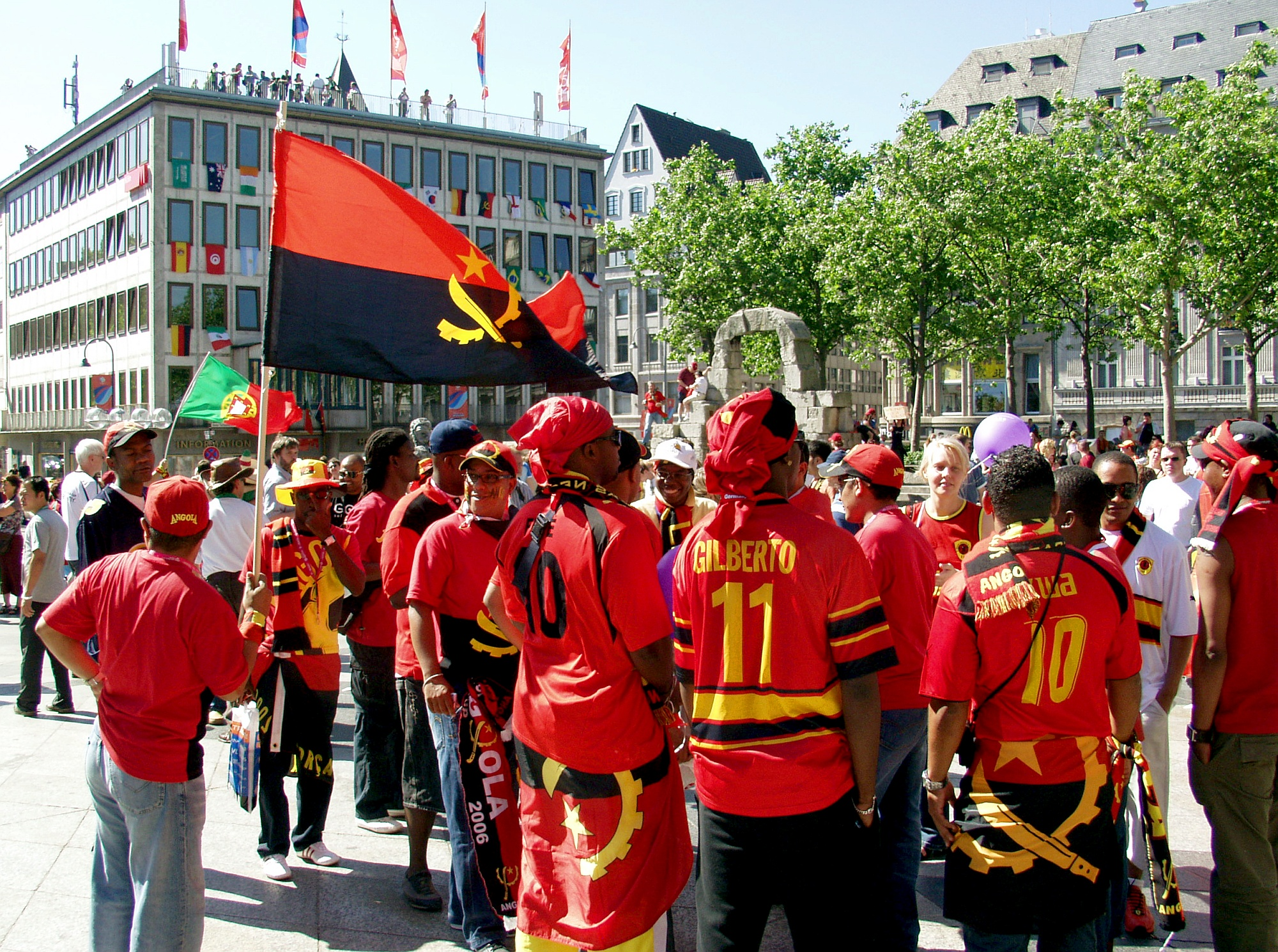
Az Angolai nemzeti labdarúgó-válogatott szurkolói Kölnben.

- 1957 - 1982: Nem indult.
- 1982: Nem jutott be.
- 1984: Nem jutott be.
- 1986: Nem indult.
- 1988 - 1992: Nem jutott be.
- 1994: Nem indult.
- 1996: Csoportkör.
- 1998: Csoportkör.
- 2000 - 2004: Nem jutott be.
- 2006: Csoportkör.
- 2008: Negyeddöntő.
- 2010: Rendező. Negyeddöntő.
- 2012: Csoportkör.
- 2013: Csoportkör.
- 2015: Nem jutott be.

## Játékosok

### Jelenlegi keret
A 2008-as afrikai nemzetek kupájára nevezett hivatalos játékoskeret. (2008. január)
| Szám | Poszt | Név            | Születési dátum (Kor) | Vál. | Klub                  |
| ---- | ----- | -------------- | --------------------- | ---- | --------------------- |
| 1    | K     | Lamá           | 1981. február 1.      |      | Petro Atlético        |
| 2    | V     | Marco Airosa   | 1984. augusztus 6.    |      | CD Fátima             |
| 3    | V     | Jamba          | 1977. július 10.      |      | AS Aviação            |
| 4    | V     | Manuel Machado | 1985. december 24.    |      | Anadia FC             |
| 5    | V     | Kali           | 1978. október 11.     |      | FC Sion               |
| 6    | V     | Yamba Asha     | 1978. július 31.      |      | Petro Atlético        |
| 7    | KP    | Figueiredo     | 1972. november 28.    |      | Ceahlăul Piatra Neamţ |
| 8    | KP    | André Macanga  | 1978. május 14.       |      | al-Kuvait             |
| 9    | CS    | Mateus         | 1984. június 19.      |      | Boavista FC           |
| 10   | KP    | Maurito        | 1981. június 24.      |      | al-Kuvait             |
| 11   | KP    | Gilberto       | 1982. szeptember 21.  |      | al-Ahli               |
| 12   | K     | Nuno           | 1980. április 25.     |      | AS Aviação            |
| 13   | KP    | Édson          | 1980. március 2.      |      | Paços Ferreira        |
| 14   | KP    | Mendonça       | 1982. október 9.      |      | Belenenses            |
| 15   | V     | Rui Marques    | 1977. szeptember 3.   |      | Leeds United FC       |
| 16   | CS    | Flávio         | 1979. december 30.    |      | al-Ahli               |
| 17   | KP    | Zé Kalanga     | 1983. október 12.     |      | Boavista FC           |
| 18   | CS    | Love           | 1979. március 14.     |      | Primeiro Agosto       |
| 19   | KP    | Dedé           | 1981. július 4.       |      | Paços Ferreira        |
| 20   | V     | Locó           | 1984. december 25.    |      | Primeiro Agosto       |
| 21   | V     | Luis Delgado   | 1979. november 1.     |      | FC Metz               |
| 22   | K     | Mário          | 1985. június 1.       |      | InterClube            |
| 23   | CS    | Manucho        | 1983. március 7.      |      | Panathinaikósz        |

### Híresebb játékosok
- Paulo Figueiredo, a svéd Östers IF középpályása.
- Pedro Mantorras, Angola egyik leghíresebb válogatott labdarúgója, az SL Benfica csatára.
- Rui Marques – a Leeds Unitedből ismerhető védő.
- Fabrice Akwa, aki a jelenlegi angolai válogatottsági- és gólcsúcstartó.
- Flávio Amado, az Al-Ahly-val kétszeres Afrikai Bajnokok Ligája-győztes.